# Să-ți vorbesc despre mine
Să-ți vorbesc despre mine este un film românesc din 1988 regizat de Mihai Constantinescu după un scenariu inspirat din romanul Jurnalul Aurorei Serafim (1957) de Sidonia Drăgușanu. Rolurile principale au fost interpretate de actorii Ioana Crăciunescu, Gheorghe Dinică și Emil Hossu.

## Distribuție
Distribuția filmului este alcătuită din:
- Ioana Crăciunescu — Aurora („Aura”) Serafim, o tânără educatoare orfană și fără prieteni, venită de la țară
- Gheorghe Dinică — Liviu Runcan, un inginer constructor văduv cu doi copii gemeni
- Emil Hossu — Horia Mihail, medicul pediatru al grădiniței
- Gabriela Popescu — Lavinia Gorcea, vechea prietenă a Aurei
- Adela Mărculescu — directoarea grădiniței
- Paul Lavric — Neacșu, bunicul Ninei, vânzător la aprozar
- Dorina Lazăr — vecina lui Neacșu
- Geo Costiniu — Ștefan, pictor, fost iubit al Aurei
- Daniel Tomescu — dr. Toni Serdaru, medic pediatru, colegul dr. Mihail, logodnicul Laviniei
- Petruța Voicu — Sevastița, fostă cântăreață la un local, soția lui Neacșu
- Adriana Moca — educatoare, colega Aurei
- Adina Popescu — Silvia Andronic, verișoara lui Liviu Runcan, mama Maricicăi
- Rodica Dianu — tanti Elvira, vecina Aurei
- Claudia Nicolau — asistenta medicală de la grădiniță
- copiii
  - Alexandru Ionescu — Mircea, copilul lui Liviu Runcan, băiețel „voluntar și orgolios”
  - Valentin Ionescu — Bogdan, copilul lui Liviu Runcan, admiratorul fratelui său geamăn
  - Oana Ionașcu — Nina (poreclită „Muta”), fiica lui Neacșu, o fetiță speriată
  - Mihai Tărîță — Dinu Moldovan, băiețelul roșcovan
  - Andreea Dobranici

## Primire
Filmul a fost vizionat de 1.145.750 de spectatori în cinematografele din România, după cum atestă o situație a numărului de spectatori înregistrat de filmele românești de la data premierei și până la data de 31 decembrie 2014 alcătuită de Centrul Național al Cinematografiei.